# Charles Hobson, Baron Hobson
Charles Rider Hobson, Baron Hobson (* 18. Februar 1903; † 17. Februar 1966) war ein britischer Politiker der Labour Party, der vierzehn Jahre lang Abgeordneter des House of Commons war und 1964 als Life Peer aufgrund des Life Peerages Act 1958 Mitglied des House of Lords wurde.

## Leben
Hobson absolvierte nach dem Besuch der Belle Vue Road School in Leeds ein Studium und war nach dessen Abschluss zwischen 1927 und 1945 als Ingenieur in einem Kraftwerk sowie mehr als dreißig Jahre Mitglied der Gewerkschaft der Ingenieure Amalgamated Engineering Union (AEU). Seine politische Laufbahn begann er 1931 in der Kommunalpolitik als er erstmals zum Mitglied des Stadtrates von Willesden gewählt und diesem bis 1945 angehörte.
Nachdem er 1945 kurzzeitig Beigeordneter (Alderman) in Willesden war, wurde er als Kandidat der Labour Party bei den ersten Unterhauswahlen nach dem Zweiten Weltkrieg am 5. Juli 1945 erstmals zum Abgeordneten in das House of Commons gewählt und vertrat dort zunächst den Wahlkreis Wembley North sowie anschließend seit den Unterhauswahlen vom 23. Februar 1950 bis zu den Wahlen am 18. September 1959 den Wahlkreis Keighley.
1947 wurde Hobson von Premierminister Clement Attlee als Nachfolger von Wilfrid Burke zum stellvertretenden Postminister (Assistant Postmaster-General) ernannt und fungierte in dieser Funktion als engster Mitarbeiter der damaligen Postminister (Postmaster General of the United Kingdom) Wilfred Paling und Ness Edwards bis zur Niederlage der Labour Party bei den Unterhauswahlen am 25. Oktober 1951. Später fungierte er zwischen 1955 und 1958 erstmals als stellvertretender Vorsitzender der Vereinigten Behörde für Ostafrika (Joint East Africa Board).
Durch ein Letters Patent vom 20. Januar 1964 wurde Hobson als Life Peer mit dem Titel Baron Hobson, of Brent in the County of Middlesex, in den Adelsstand erhoben und war damit bis zu seinem Tod zwei Jahre später Mitglied des House of Lords. Seit 1964 bekleidete er nach dem Sieg der Labour Party bei den Unterhauswahlen vom 15. Oktober 1964 bis zu seinem Tod als Lord-in-Waiting die Funktion eines Parlamentarischen Geschäftsführers (Whip) der Regierungsfraktion im Oberhaus. Zugleich war er von 1964 bis 1965 erneut stellvertretender Vorsitzender des Joint East Africa Board.